# Ars oratoria
L'ars oratoria fu una distinta forma della letteratura latina. Rappresentava l'arte del parlare in pubblico con un discorso eloquente ed era strettamente collegata alla retorica, ovvero l'arte del dire, parlare in pubblico e di saper comporre versi per un testo. Nell'antica Roma, dove era conosciuta con il nome di ars dicendi, l'oratoria veniva studiata come una componente della retorica (ossia la composizione e l'esposizione di discorsi) ed era un'abilità importante nella vita pubblica e privata. Quintiliano discusse di oratoria, con regole e modelli definitivi da attuare.
È detta oratoria (aggettivo sostantivato) la generale arte di parlare in pubblico, le cui origini sono rintracciabili nei poemi omerici e che è ancora praticata in tempi moderni.

## Storia

### Origini arcaiche
L'oratoria rimase a Roma uno strumento riservato alla nobilitas per avanzare nel cursus honorum. L'arte dell'oratoria veniva applicata inizialmente solo da schiavi, liberti e italici, venendo considerata un'attività legata agli otia, cioè al tempo libero. Viene considerato l'iniziatore della prosa oratoria latina Appio Claudio Cieco. Si tratta del discorso che tenne al senato nel 280 a.C., per persuadere i senatori a non accettare le condizioni di pace poste dal re dell'Epiro, Pirro, subito dopo la vittoria di Eraclea. Alla fine del II secolo a.C. le orazioni mostrano una prima assimilazione delle teorie greche. Nascono in questo modo i primi trattati latini di retorica, con Marco Antonio e Lucio Licinio Crasso, che individuava, quest'ultimo, l'importanza dell'arte retorica nella vasta e raffinata cultura e nello stile utilizzato, l'elocutio, capacità di scegliere i termini per poi adattarli elegantemente nel testo. La retorica romana nell'età della grande espansione territoriale è caratterizzata soprattutto dalla preminenza della figura di Marco Porcio Catone, detto anche Catone il Vecchio. I suoi discorsi sono caratterizzati da uno stile semplice e conciso, da frasi taglienti, debitrici dell'influsso greco, anche se tanto attaccato dalla politica di Catone. È un'opera oratoria quasi esclusivamente politica, le cui tematiche sono: il ruolo degli equites, la questione del lusso e la politica, interna ed estera. I conflitti politici del II secolo a.C. incentivarono l'arte oratoria. Molti oratori di questo periodo provengono dal Circolo degli Scipioni, oppositori del progetto politico dei fratelli Gracchi, Tiberio e Caio.

#### Marco Porcio Catone
Marco Porcio Catone è tra le principali personalità della letteratura latina arcaica: egli fu oratore, storiografo e trattatista. Fu autore di una vasta raccolta di manuali tecnico-pratici, con i quali intendeva difendere i valori tradizionali del mos maiorum contro le tendenze ellenizzanti dell'aristocrazia legata al circolo degli Scipioni, indirizzata al figlio Marco, i Libri ad Marcum filium o Praecepta ad Marcum filium, di cui si conserva per intero soltanto il Liber de agri cultura, in cui esamina, soprattutto, l'azienda schiavile che tanto spazio si conquisterà poi in età imperiale. Affrontò, inoltre, la tematica dei valori tradizionali romani anche in un Carmen de moribus di cui sono ad oggi pervenuti pochissimi frammenti.
Fin dalla giovinezza si dedicò, inoltre, all'attività oratoria: pronunciò in tutta la sua vita oltre centocinquanta orazioni, ma sono attualmente conservati frammenti di varia estensione riconducibili a circa ottanta orazioni diverse. Si distinguono tra esse orationes deliberativae, cioè discorsi pronunciati in Senato a favore o contro una proposta di legge, e orationes iudiciales, ovvero discorsi giudiziari di accusa o difesa.
Catone individua nel culmine del percorso educativo la formazione di un ”vir bonus, dicendi peritus” ("uomo di valore, esperto nel dire", espressione che sarà il cardine del successivo modello educativo romano). (Pedagogia. Vol. 1: dall'età antica al Medioevo,  Avalle-Maranzana ed. Paravia)
L'opera letteraria di Porcio Catone, in particolare quella storica e oratoria, fu elogiata da Cicerone, che definì il censore primo grande oratore romano, e il più degno d'essere letto. Nella prima età imperiale, nonostante l'ideologia di M. Porcio Catone coincidesse in buona parte con la politica restauratrice del mos maiorum promossa da Augusto, la sua opera fu oggetto di sempre minore interesse. Con l'affermarsi delle tendenze arcaizzanti nel II secolo d.C., invece, essa fu oggetto di grandi attenzioni, seppure a carattere esclusivamente linguistico ed erudito: Gellio e Cornelio Frontone ne tramandarono molti frammenti, mentre l'imperatore Adriano dichiarò di preferire Porcio Catone anche allo stesso Cicerone.

### L'oratoria latina nell'ultimo secolo della repubblica
Tra il 150 a.C. e il 100 a.C. circa si opposero tra loro due scuole oratorie nate in Grecia: quella asiana e quella atticista. L'ampollosità caratteristica dello stile asiano fu incarnata dall'oratore Quinto Ortensio Ortalo. Tra gli oratori atticisti, invece, uno dei più importanti fu certamente Giulio Cesare, anche se i suoi discorsi sono andati perduti. Accanto alla scuola attica e alla scuola asiana, vi era anche una terza scuola retorica, detta rodiense, originaria per l'appunto della città di Rodi. Esponente principale della scuola rodiense, sintesi delle vene stilistiche contenutistiche delle altre due scuole, fu sicuramente Cicerone, maestri del quale furono Apollonio Malaco (di Alabanda) e il suo seguace Apollonio Molone.

#### Marco Tullio Cicerone
(Marco Tullio Cicerone)
Cicerone è certamente il più celebre oratore dell'antica Roma. Nel Brutus egli ritiene completato con se stesso (non senza un certo fine autocelebrativo) lo sviluppo dell'arte oratoria latina e già da Quintiliano la fama di Cicerone quale modello classico dell'oratore è ormai incontrastata. Cicerone ha pubblicato da sé la maggior parte dei suoi discorsi; cinquantotto orazioni (alcune parzialmente lacunose) ci sono giunte nella versione originale, mentre cento circa sono conosciute per il titolo o per alcuni frammenti. I testi si possono dividere grosso modo tra orazioni pronunciate di fronte al Senato o al popolo e tra le arringhe pronunciate in qualità di - utilizzando termini moderni - avvocato difensore o pubblica accusa, nonostante anche questi ultimi abbiano spesso un forte substrato politico, come nel celeberrimo caso contro Gaio Verre, unica volta in cui Cicerone compare come accusatore in un processo penale. Il suo successo è dovuto all'abilità argomentatoria e stilistica, che sa adattarsi perfettamente all'oggetto dell'orazione e al pubblico, e soprattutto alla sua tattica astuta, che si adatta di volta in volta al particolare uditorio, appoggiando appropriatamente diverse scuole filosofiche o politiche, al fine di convincere il pubblico contrario e raggiungere il proprio scopo.
Per memorizzare i suoi discorsi Cicerone utilizzava una tecnica associativa che venne chiamata tecnica dei loci o tecnica delle stanze. Egli scomponeva il discorso in parole chiave e parole concetto che gli permettessero di parlare dell'argomento desiderato e associava queste parole, nell'ordine desiderato, alle stanze di una casa o di un palazzo che conosceva bene, in modo creativo e insolito. Durante l'orazione, egli immaginava di percorrere le stanze di quel palazzo o di quella casa e questo faceva sì che le parole concetto del suo discorso gli venissero in mente nella sequenza desiderata. È da questo metodo di memorizzazione che derivano le locuzioni italiane "in primo luogo", "in secondo luogo" e così via.

### Ars dicendiciceroniana
L'arte oratoria per Cicerone era "il cosa deve fare un buon oratore in un processo" e si divide in:
- inventio: consiste nel trovare gli argomenti;
- dispositio: consiste nel creare una scaletta e nel mettere in ordine logico le informazioni raccolte;
- elocutio: consiste nel sistemare il testo da un punto di vista stilistico (colores orationes);
- memoria: consiste nell'imparare a memoria il testo;
- actio: consiste nell'esporre l'orazione con grande gestualità, quasi teatrale, come se fosse una parte scenica.

La struttura dell'orazione in sé si divide invece in:
- exordium: è la parte iniziale (può essere ex abrupto, cioè attaccando direttamente il personaggio, come nelle Catilinarie);
- narratio: è l'esposizione dei fatti;
- divisio: consiste nell'esporre la situazione attuale e i punti che si vogliono toccare;
- propositio: è dove si focalizza e si chiariscono i punti meno chiari tra quelli esposti nella divisio;
- argomentatio o confirmatio: si espongono gli argomenti a favore e contro la tesi; è il cuore dell'orazione;
- peroratio: è l'ultima fase, dove l'oratore si rivolge al pubblico, facendo un appello alla sua emotività.

### L'oratoria alto-imperiale
Negli ultimi secoli dell'impero questa sarebbe rifiorita soprattutto sotto forma di oratoria sacra, dapprima volta all'esegesi delle Sacre Scritture e poi, con la patristica greca (San Basilio, San Gregorio Nazianzeno, San Gregorio di Nissa, San Giovanni Crisostomo) e latina (Sant'Ambrogio, Sant'Agostino), alla diffusione della dottrina cattolica.

#### Quintiliano
L'opera principale di Quintiliano fu l'Institutio oratoria, dove delineava un programma complessivo di formazione culturale e morale, scolastica e intellettuale, che il futuro oratore deve seguire scrupolosamente, dall'infanzia fino al momento in cui avrà acquistato qualità e mezzi per affrontare un uditorio (il termine "institutio" sta ad indicare, propriamente, "insegnamento", "educazione", "istruzione", confrontabile col termine greco di "paidèia"): tutto questo in risposta alla corruzione contemporanea dell'eloquenza, che Quintiliano vede in termini moralistici e per la quale individua come rimedi il risanamento dei costumi e la rifondazione delle scuole. Ma, soprattutto, propugnò il criterio del ritorno all'antico, alle fonti della grande eloquenza romana, i cui onesti principi erano stati sanciti dall'oratoria di Catone e la cui perfezione era stata toccata da Cicerone.
Le fonti dell'opera furono, quasi certamente, la Retorica di Aristotele e proprio gli scritti retorici dell'Arpinate, anche se, a differenza di quest'ultimo, egli intende formare non tanto l'uomo di Stato, guida del popolo, ma semplicemente e principalmente l'"uomo". Di conseguenza, mentre le analisi di Cicerone si incentravano sull'ambito strettamente letterario e larvatamente "politico", Quintiliano affronta le varie questioni con un'ampiezza tale di orizzonti culturali e di motivazioni "pedagogiche" da proporsi decisamente come un unicum nella storia letteraria latina.
Diversamente da Seneca il Vecchio e da Tacito, che misero in relazione la decadenza dell'oratoria con il più generale declino della società romana, Quintiliano attribuiva la crisi dell'oratoria del suo tempo, primo, alla carenza di buoni insegnanti; secondo, al nuovo stile che era prevalso nelle scuole di retorica e che egli vedeva rappresentato soprattutto da Seneca; infine, alla moda delle declamazioni (principale esercizio pratico di preparazione all'attività pubblica oratoria) impostasi nei decenni precedenti. Quintiliano non era ostile alle declamazioni in quanto tali: ne ammetteva l'utilità quale esercitazione oratoria, ma era contrario alla centralità che esse avevano assunto nelle scuole di retorica dell'epoca.

### Età tardo-imperiale
La forma oratoria più fiorente nella tarda antichità è quella del panegirico. Si trattava di discorsi elogiativi rivolti agli imperatori da parte degli oratori e commissionati spesso da comunità che richiedevano all'imperatore degli interventi: sebbene il carattere propagandistico sia ovviamente preponderante, le scelte degli attributi imperiali da elogiare erano però dettate dallo scopo di convincere sia l'imperatore che gli altri ascoltatori a concordare sulla scala di valori proposta da chi commissionava il panegirico. Per gli studiosi moderni, inoltre, i panegirici sono preziose fonti di informazione sulle politiche imperiali, sulle biografie dei sovrani e sui singoli eventi che calamitavano l'attenzione dei sudditi; spesso si tratta, anzi, delle sole fonti per diversi di questi eventi. Infine, attraverso i panegirici è possibile comprendere gli stili e le tematiche delle scuole di retorica della tarda antichità, e dunque l'ambiente culturale in cui si formavano le classi dirigenziali romane del IV e del V secolo. La principale raccolta di panegirici prende il nome di Panegyrici Latini e fu composta tra la fine del IV e l'inizio del V secolo in Gallia. Comprende dodici panegirici composti tra la fine del III secolo (panegirico a Massimiano) e la fine del IV (a Teodosio I); unica eccezione il panegirico composto da Plinio il Giovane e indirizzato a Traiano.
Tra gli oratori di questa epoca è figura di spicco Quinto Aurelio Simmaco (340 circa-403 circa), membro dell'aristocrazia senatoria pagana, che ricoprì cariche di rilievo sotto diversi imperatori. Di lui si sono conservate: otto orazioni, di cui tre panegirici agli imperatori Valentiniano e Graziano, e cinque orazioni lette dinanzi al Senato; circa cinquanta lettere ufficiali inviate durante la sua prefettura e raccolte sotto il nome di Relazioni, tra cui la famosa relazione III, in cui Simmaco espone il punto di vista pagano sulla disputa per la rimozione dell'altare della Vittoria dal Senato che lo vide opposto ad Ambrogio da Milano; dieci libri di Lettere, che conservano la sua corrispondenza con personaggi del calibro di Vettio Agorio Pretestato, Virio Nicomaco Flaviano, Ausonio e Ambrogio da Milano.

## Caratteristiche
Le caratteristiche di un'orazione e dell'oratore nella retorica greco-romana possono essere così riassunte:
- Inventio (in greco ἔυρησις, dal verbo ἐυρίσκω, "io trovo"): questo termine deriva dal verbo latino invenio, trovare, significava appunto trovare cosa dire nella sede pubblica, è il momento in cui chi compone cerca il materiale, i documenti che servono per creare il discorso.
- Dispositio (in greco τάξις, dal verbo τάσσω, "io dispongo"): significava trovare il modo più congeniale per disporre i documenti, questa disposizione può essere:
  - naturalis: nel disporre gli elementi si segue un filo logico;
  - artificialis: modo molto elaborato nell'ordinare i documenti.
- Elocutio (in greco λέξις, dal verbo λέγω, "io dico"): riguarda la scelta dello stile, della parola, possono entrare in campo anche le figure retoriche (l'ornatus)
- Memoria (in greco μνέμη, dal verbo μιμνήσχω, "io ricordo"): esporre il discorso a memoria, usando le tecniche della mnemotecnica, imparate nella scuola di retorica
- Actio (in greco ὑπόκρισις, dal verbo ὑποκρίνω, "io recito", verbo con il quale si indicava il mestiere dell'attore): era il modo di porsi in pubblico, c'erano precise regole su come muoversi, dove guardare, come atteggiarsi.

I generi dell'oratoria erano:
- Il "Genus Deliberativum": il comportamento da tenere in una assemblea o al senato;
- Il "Genus Iudiciale": nei processi è l'accusa e la rispettiva difesa;
- Il "Genus Demonstrativum": sermoni di lode e di condanna.

Le parti di un'orazione erano:
- EXORDIUM (dal verbo exorior, "io comincio"): il bravo oratore è quello che sa catturare l'interesse e l'attenzione dell'uditorio. Viene usata la captatio benevolentiae;
- PROPOSITIO o PARTITIO: è la parte dell'orazione con cui si dichiara lo scopo dell'orazione stessa;
- NARRATIO: dove vengono esposti i fatti, è il cuore dell'orazione;
- ARGUMENTATIO: è la parte centrale dell'orazione e si suddivide in:
  - confermatio: deve confermare, sono gli argomenti a favore delle tesi dell'oratore;
  - confutatio: consiste nel confutare le tesi degli avversari;
- PERORATIO: conclusione, l'oratore cerca di commuovere l'uditorio.

L'oratore aveva una funzione persuasiva e le sue caratteristiche erano:
- Probare: dimostrare;
- Delectare: divertire il pubblico;
- Movere animum o flectere: persuadere il pubblico.